# Geneviève Raugel
Geneviève Raugel, née le 27 mai 1951 à Strasbourg et morte le 10 mai 2019 à Clamart, est une mathématicienne française, spécialiste d’analyse numérique et d’équations aux dérivées partielles.

## Biographie
Admise à l’École normale supérieure de Fontenay-aux-Roses en 1972, Raugel obtient l’agrégation de mathématiques en 1976. Elle soutient une thèse de troisième cycle sur la « Résolution numérique de problèmes elliptiques dans des domaines avec coins » à l’université de Rennes en 1978, puis une thèse d’Etat sur l’approximation numérique de problèmes non linéaires, en 1984, sous la direction de Michel Crouzeix.
Toute sa carrière, après l’École normale supérieure, se déroule au CNRS, où elle obtient une position d’attachée de recherches agrégée dès 1978. Elle travaille d’abord à l’IRMAR de l’université de Rennes, puis au Centre de mathématiques appliquées de  l’Ecole polytechnique, enfin  au laboratoire de mathématiques de l’université d’Orsay.
Elle devient directrice de recherches en 1996, et directrice de classe exceptionnelle en 2014, émérite à partir de 2016. Elle est aussi professeur invitée dans de nombreuses institutions internationales, par exemple à l’université de Berkeley en 1986-1987, à Caltech en 1991, à l'Institut Fields (Canada) en 1993, à l’université de Hambourg en 1994-95, au centre Bernoulli de l’École polytechnique fédérale de Lausanne en 2006. Elle a été chargée des Hale Memorial Lectures en 2013, lors de la première conférence internationale sur la dynamique des équations différentielles, à Atlanta.
Elle a dirigé 12 thèses et encadré plusieurs post-doctorants.
Elle est co-éditrice en chef de la revue  internationale de référence Journal of Dynamics and Differential Equations de 2005 à 2019 et fait partie du comité éditorial de plusieurs autres journaux internationaux.
Elle est mariée à Gérard Laumon.

## Travaux
Les premiers travaux de recherche de Geneviève Raugel concernent la discrétisation par des méthodes d’éléments finis d’équations aux dérivées partielles elliptiques ou paraboliques ; avec Christine Bernardi, elle  étudie un élément fini pour le problème de Stokes, connu comme « élément fini de Bernardi-Fortin-Raugel ». Elle s’intéresse aussi à des problèmes de bifurcation, montrant par exemple comment les propriétés d’invariance et d’équivariance par le groupe diédral peuvent être utilisées pour ces questions.
Au milieu des années 1980, après sa rencontre avec Jack K. Hale (en), elle se tourne vers l’étude de la dynamique des équations aux dérivées partielles et leurs attracteurs. Elle étudie en particulier la stabilité de leurs attracteurs par rapport à des perturbations comme celles des domaines minces,. Ses résultats montrent la régularité des solutions dans ces attracteurs et des propriétés de leur dynamique générique,. Elle écrit aussi plusieurs articles sur la mécanique des fluides et les équations de Navier-Stokes,.
Plusieurs hommages ont témoigné de la « variété de ses intérêts mathématiques autour de la dynamique des EDP », dont une conférence à sa mémoire à Orsay en novembre 2021 et un mini-symposium sur la mécanique des fluides et la dynamique, lors du XVe colloque franco-roumain de mathématiques appliquées, à Toulouse, en août 2022. Un numéro spécial du Journal of Dynamics and Differential Equations lui a aussi été consacré. La 13e conférence des Amériques sur les équations différentielles et l'analyse non-linéaire début 2023, à São Carlos (Brésil) a été dédiée à sa mémoire et à celle de James Muldowney,.